# Microterys ambulator
Microterys ambulator är en stekelart som beskrevs av Sharkov 1986. Microterys ambulator ingår i släktet Microterys och familjen sköldlussteklar. Inga underarter finns listade i Catalogue of Life.